# Javier Acevedo
Javier Acevedo (Scarborough, 28 gennaio 1998) è un nuotatore canadese specializzato nello stile dorso. Ha rappresentato il Canada ai Giochi olimpici estivi di Rio de Janeiro 2016.

## Palmarès
- Mondiali

Budapest 2017: bronzo nella 4x100m sl mista e nella 4x100m misti mista.
Budapest 2022: argento nella 4x100m sl mista.
- Mondiali in vasca corta

Melbourne 2022: argento nei 100m misti e bronzo nella 4x50m misti mista.
- Giochi panamericani

Lima 2019: argento nella 4x100m misti mista.
Santiago del Cile 2023: argento nella 4x100m misti mista, bronzo nella 4x100m sl, nella 4x200m sl, nella 4x100m misti e nella 4x100m sl mista.
- Giochi  del Commonwealth

Birmingham 2022: argento nella 4x100m misti mista, bronzo nei 50m dorso, nella 4x100m sl e nella 4x100m sl mista.
- Mondiali giovanili

Singapore 2015: oro nella 4x100m sl mista e argento nei 50m dorso.